# Združena ladjedelniška korporacija
Združena ladjedelniška korporacija (rusko Объединённая судостроительная корпорация) je javna delniška družba v Rusiji, ki združuje podjetja za ladjedelništvo, popravilo, in vzdrževanje ladij v zahodni in severni Rusiji in na Daljnem vzhodu z namenom krepitve civilnega ladjedelništva z infrastrukturo vojaških ladjedelnic.
Združena ladjedelniška korporacija je 100 % lastnik ladjedelnice Helsinki, saj je preostalih 50 % delnic kupila od svojega partnerja v skupni naložbi STX Finland Cruise Oy.
Leta 2021 je korporacija zgradila do 80 % vseh ladij v Rusiji.

## Zgodovina
Združena ladjedelniška korporacija je bila ustanovljena leta 2007 s serijo predsedniških dekretov, ki jih je podpisal predsednik Vladimir Putin. Skladno z dekretom ima korporacija tri podružnice: Zahodni ladjedelniški center v Sankt Peterburgu (Ladjedelnica Admiralti), Severni ladjedelniški in vzdrževalni center v Severodvinsku in Daljnevzhodni ladjedelniški in vzdrževalni center v Vladivostoku. Država ima v lasti 100 % delnic.
Junija 2012 je predsednik korporacije postal Andrej Djačkov. 21. maja 2013 je ruski predsednik Vladimir Putin napovedal, da bo naslednji teden za novega predsednika imenoval Vladimirja Šmakova. Od 17. junija 2014 je direktor Aleksej Lvovič Rahmanov.
Leta 2017 je korporacija zaprla svojo severno in zahodno podružnico.

## Sestava
Združeno ladjedelniško korporacijo sestavljajo naslednja podjetja:
- 33. ladjedelnica, Baltijsk
- Ladjedelnica Admiralti, Sankt Peterburg
- Baltiška ladjedelnica,  Sankt Peterburg
- Ladjedelnica Viborg, Viborg
- Zelenodolski konstruktorski biro, Zelenodolsk
- Severnaja verf, Sankt Peterburg
- Sredne-Nevska ladjedelnica, Sankt Peterburg
- Severni konstruktorski biro, Sankt Peterburg
- Ladjedelnica Helsinki Arctech, Helsinki
- Nevski konstruktorski biro, Severodvinsk
- Konstruktorski biro Almaz, Sankt Peterburg
- Ladjedelnica Krasnoje Sormovo, Nižni Novgorod
- Konstruktorski biro Rubin, Sankt Peterburg
- Raziskovalno-razvojni tehnološki biro Onega, Severodvinsk
- Morski konstruktorski biro Malahit, Sankt Peterburg
- 10. ladjedelnica, Poljarni
- Ladjedelnica Jantar, Kaliningrad
- Ladjedelnica Amur, Komsomolsk na Amuru
- Zvezdochka Shipyard, Severodvinsk
- Proletarska tovarna, Sankt Peterburg
- Ladjedelnica Habarovsk, Habarovsk
- Centralni konstruktorski biro Ajsberg, Sankt Peterburg
- Skupina CNRG, Astrahan
- Proizvajalno združenje Arktika, Severodvinsk
- Proizvajalno združenje Sevmaš, Severodvinsk
- Svetlovsko podjetje ERA, Svetli
- 35. ladjedelnica za vzdrževanje, Murmansk
- Ladjedelnica Lotos, Narimanov
- Kronštatska morska tovarna, Kronštat
- Ladjedelnica Sevastopol[12]
- Centralni konstruktorski biro Lazurit